# Florometra serratissima
Florometra serratissima är en sjöliljeart som först beskrevs av A. H. Clark 1907.  Florometra serratissima ingår i släktet Florometra och familjen fjäderhårstjärnor. Inga underarter finns listade i Catalogue of Life.

## Bildgalleri

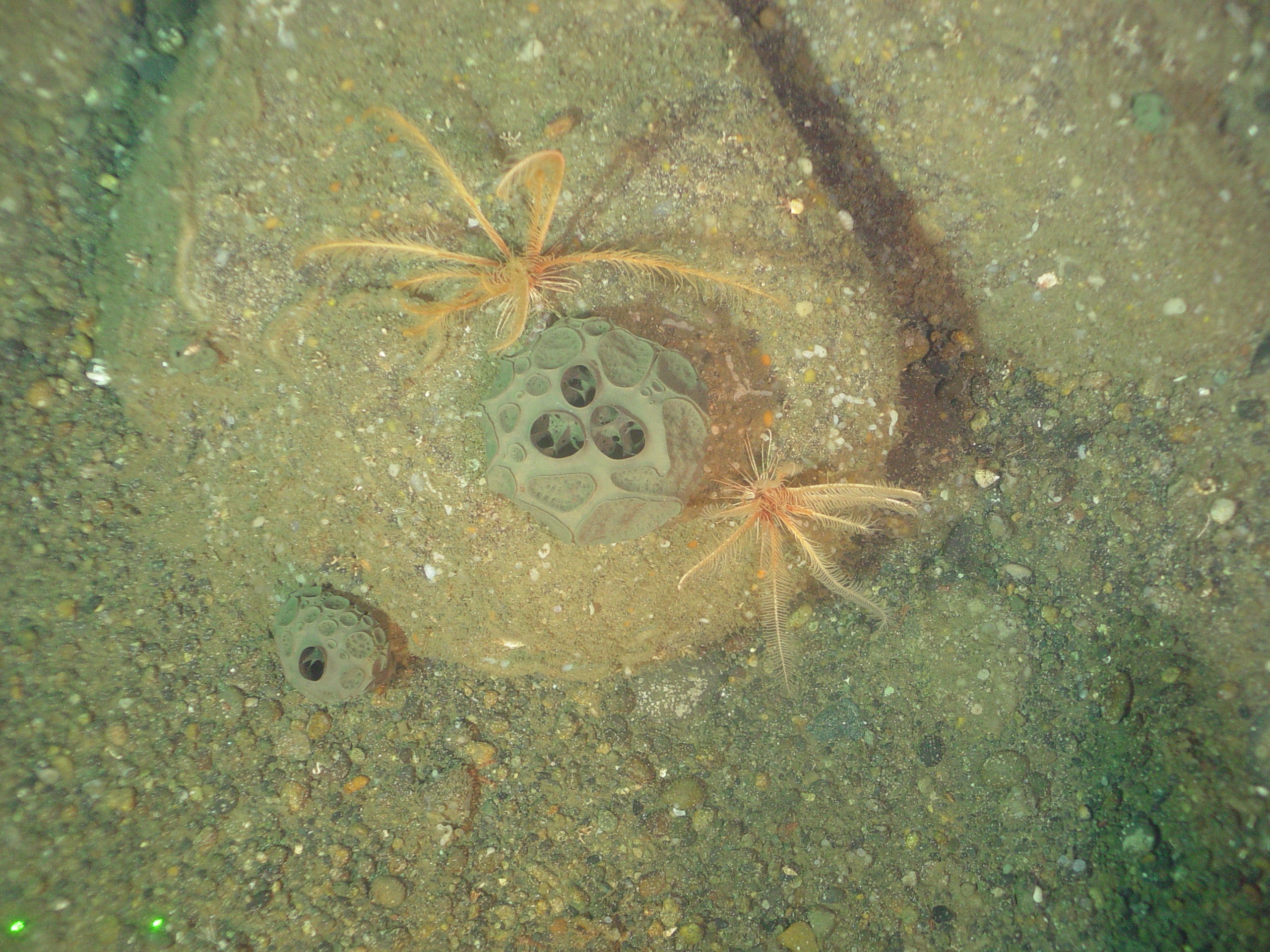
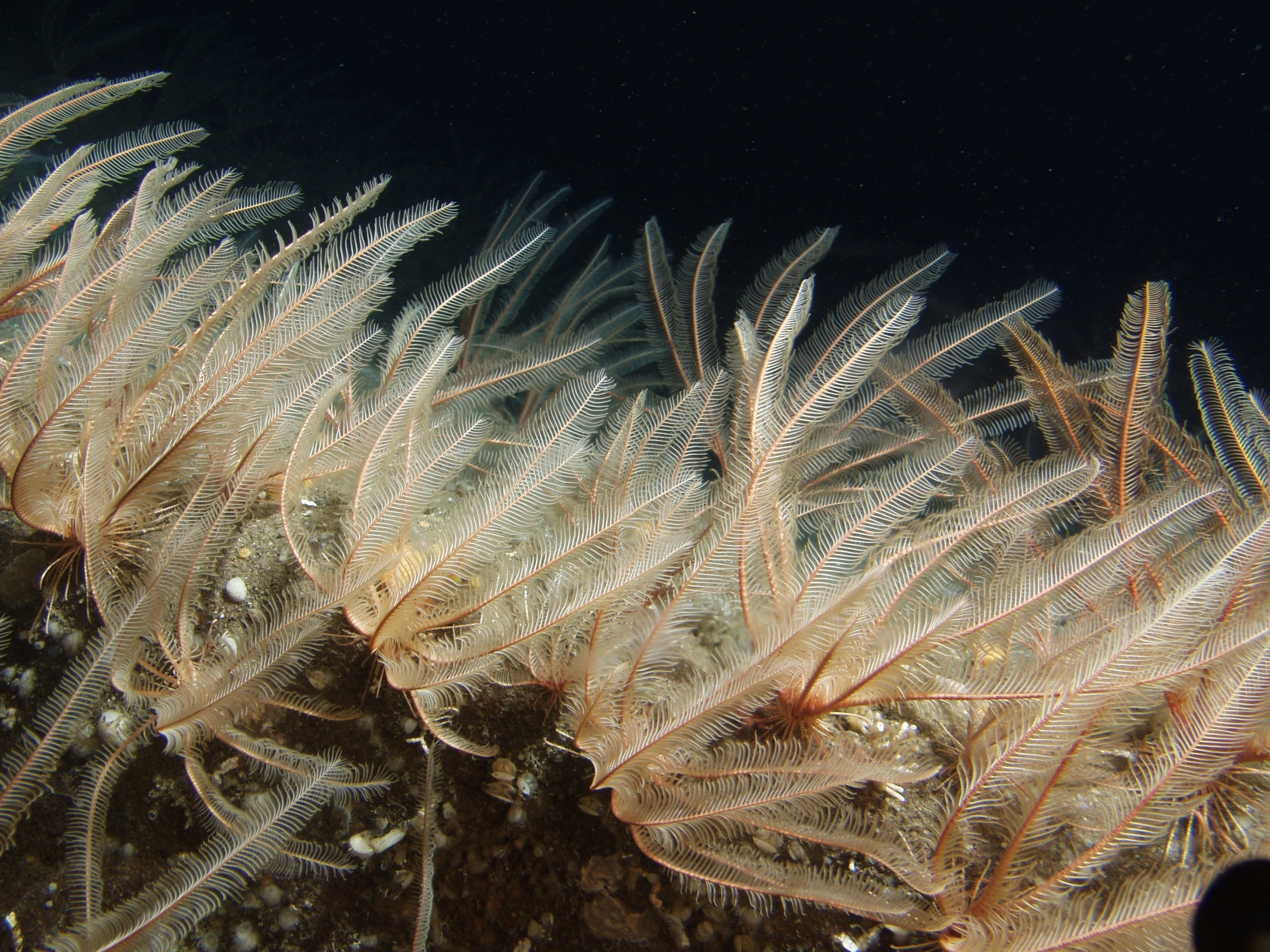